# Вуча (Лепосавић)
Вуча је насеље у општини Лепосавић на Косову и Метохији. Површина катастарске општине Вуча где је атар насеља износи 906 ha. Припада месној заједници Сочаница. Према процени из 2011. године било је 459 становника.
Село се налази 8 km јужно од Лепосавићa са обе стране доњег тока вучанске реке, леве притоке Ибра. По положају село спада у ред села разбијеног типа, јер су куће лоциране по групама- засеоцима названим по родовима. Средња надморска висина села износи 566м. У саобраћајном погледу село нема повољан положај јер је ван важнијих саобраћајница. Међутим асфалтним путем преко моста на Ибру повезано је са Сочаницом, магистралним путем и железничком пругом Косовска Митровица – Краљево.
У селу постоји основна четвороразредна школа.
У атару села Вуча на западној страни налази се термални извор бање Вуча. На основу мерења вршених у вршених у јулу месецу издашност извора креће се од 0,12 до 0,20 l/sec, а температура воде 26-36 °C. Хемијски састав воде није испитиван. Преовлађује сумпор који није тешко установити по специфичном мирису. Вода је лековита, што потврђују и посетиоци из разних крајева наше земље, народ је користи за за лечење кожних и реуматски обољења. На изворима су направљени базени од бетона. Кад би се бања уредила Вуча би била носилац развоја туризма у општини Лепосавић.
Овде се налазе Рушевине гробљанске цркве у селу Вуча и Споменик природе „Термоминерални извор у селу Вуча“.

## Демографија
- попис становништва 1948: 343
- попис становништва 1953: 429
- попис становништва 1961: 472
- попис становништва 1971: 452
- попис становништва 1981: 424
- попис становништва 1991: 417

У селу 2004. године живи 446 становника у 120 домаћинстава. По броју становника и домаћинстава Вуча спада у већа села на територији општине Лепосавић. У Вучи живе родови: Вучинићи, Миладиновићи, Милојевићи, Радовановићи, Ђурићи, Јоковићи, Милетићи, Милентијевићи, Трифуновићи, Игњатовићи, Милошевићи, Матковићи, Радовићи, Стефановићи.